# Rhine River Patrol

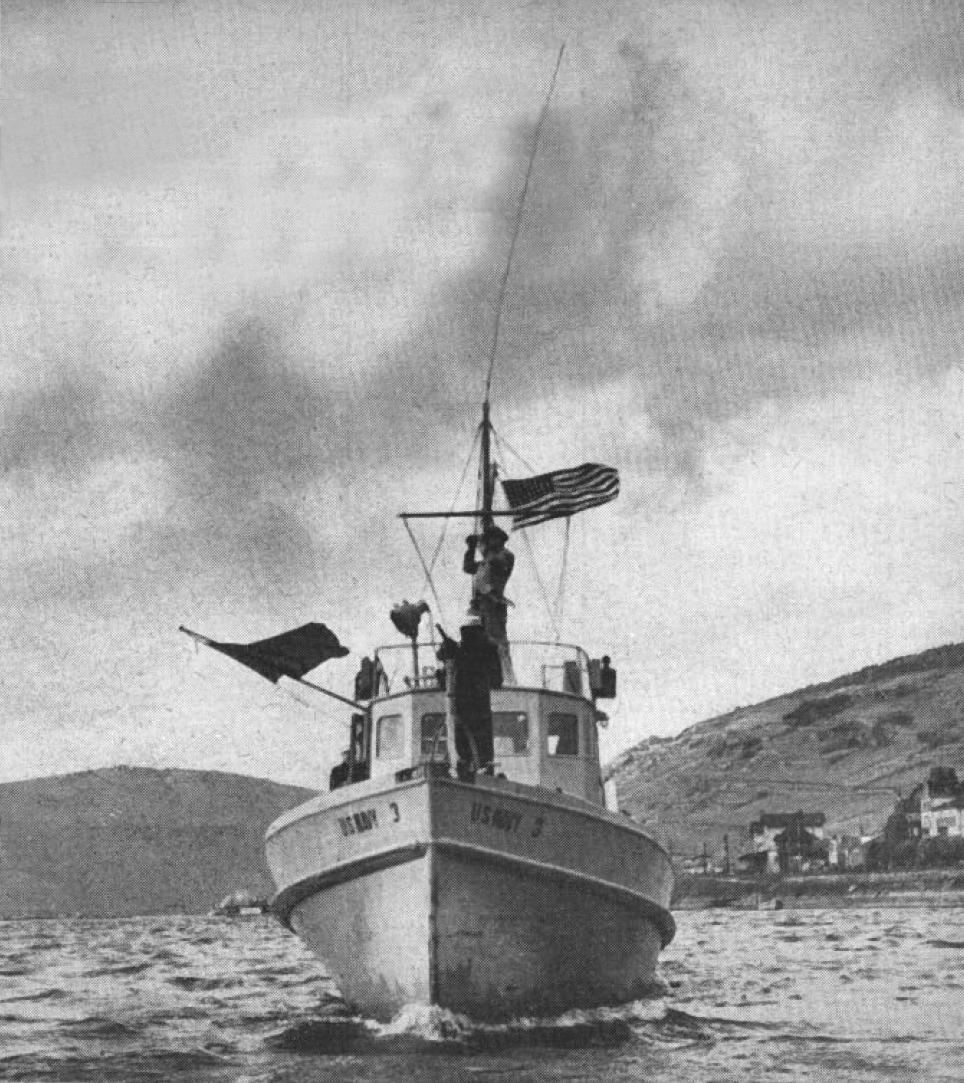
Flusspatrouillenboot auf dem Rhein, 1949

Die Rhine River Patrol (dt.: Rheinpatrouille) war eine Einheit der United States Naval Forces Germany (USNAVFORGER) nach dem Zweiten Weltkrieg mit Kommandositz (CORRPAT) in Wiesbaden-Schierstein. Sie unterstand neben der Bremerhaven Advanced Naval Base und dem Intelligence Detachment in Berlin dem „COMNAVFORGER“ mit Stabssitz in Heidelberg in den Campbell Barracks, der vormaligen Großdeutschland Kaserne.
Obwohl die Rhine River Patrol im Normalfall dem COMNAVFORGER unterstand, ging die Kommandogewalt in Notfällen oder bei außergewöhnlichen Ereignissen an den Commanding General der US Constabulary über. Es bestand, die Versorgung betreffend, eine enge Zusammenarbeit zwischen EUCOM und USNAVFORGER. Materialanforderungen, die die Navy, die Wiesbaden Military Post (Standortverwaltung), oder andere Dienststellen nicht erfüllen konnten, wurden über die Logistics Division im „EUCOM Headquarters“ abgewickelt.

## Aufstellung und Aufgaben
Im Dezember 1948 wurde dem COMNAVFORGER die Errichtung der Rhine River Patrol befohlen und im März 1949 als Binnengewässer-Patrouille in Dienst gestellt. Das Operationsgebiet der „RRP“ zog sich von Lorch rheinaufwärts bis in die Höhe von Lauterburg im Elsass und umfasste so den Fluss im Bereich der US-Besatzungszone Deutschlands.
Aufgestellt wurden vier Einheiten:
- Unit „Sugar“ mit dem Einsatzhafen in Wiesbaden-Schierstein
- Unit „Mike“ mit dem Einsatzhafen in Sandhofen
- Unit „King“ mit dem Einsatzhafen in Karlsruhe
- Labor Service Unit (LSU-C) in Wiesbaden

Aufgaben der „RRP“ waren:
- Patrouillenfahrten auf dem Fluss

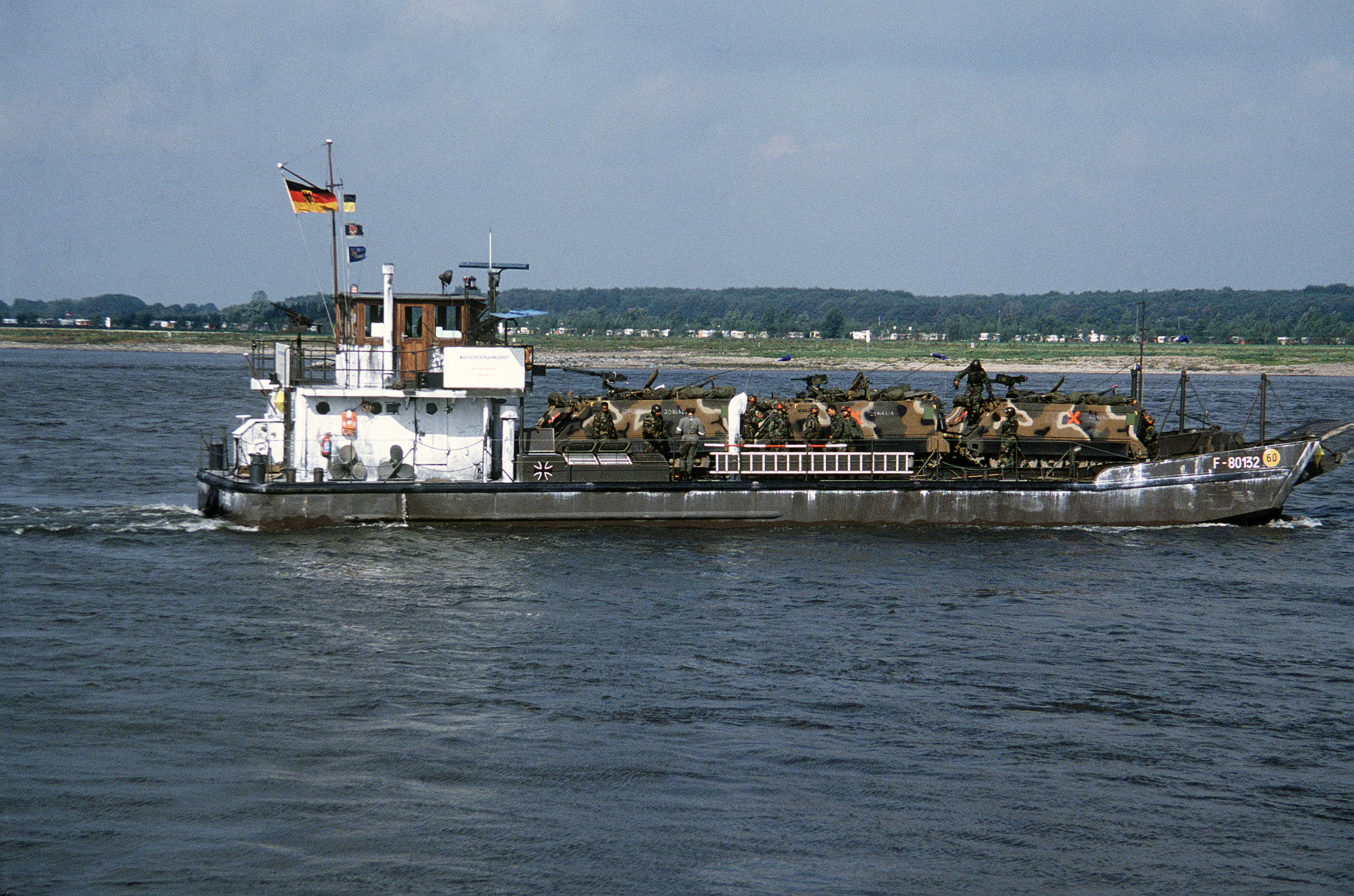
LCM-RR

- Schutz von Brücken und anderen Bauwerken
- Kontrolle des Handelsverkehrs mit Registrierung aller Schiffe
- Kontrolle der Lizenzen von Privatfahrzeugen der Angehörigen der US-Streitkräfte
- Meldungen über den Zustand des Flussbettes
- Übersetzen von militärischen Einheiten mittels Fähren während Manövern von US-Truppen oder anderen NATO-Streitkräften

## Ausstattung
Im Laufe der Jahre wurden die unterschiedlichsten Geräte eingesetzt. In der Grundausstattung verfügte der Verband über elf schwimmende Einheiten, ein Luft-See Rettungsboot und zehn Torpedofangboote aus Beständen der ehemaligen deutschen Kriegsmarine. An Personal wurden von der U.S. Navy acht Besatzungen zu je sieben Mann und eine kleine Kommandoeinheit bereitgestellt. Dazu kamen je Team weitere drei Mann von der U.S. Constabulary. Dieser Personalbestand erhöhte sich im Laufe der Zeit auf über 350 Offiziere und Mannschaften der U.S. Navy und 200 deutsche Seeleute.
Die Torpedofangboote wurden altersbedingt bald durch Patrouillenboote aus deutscher Nachkriegsfertigung ersetzt.
Die als „PR“ (Patrol, River) bezeichneten Boote hatten im Gegensatz zu den Fähren eine rein amerikanische Besatzung die aus neun Mann bestand. Kommandant des Bootes war ein Boatswain’s mate first class. Als Bewaffnung führten die Boote vier schwere Maschinengewehre 12,7 mm cal. 50 Maschinengewehre in je einer Doppellafette mit Schutzschild auf dem Vorschiff und auf dem Dach des Deckshauses.
- Eingesetzt wurden zwei Bootstypen:

CL 21 – 23 m lang, 3,8 m breit, 440PS MWM-Achtzylinder-Motoren, Höchstgeschwindigkeit 21 Knoten, (Hitzler-Werft)
CL33 – 27 m lang, 4,8 m breit, 1000PS Mercedes-Maybach-Sechszylindermotoren mit Turboaufladung, Höchstgeschwindigkeit 33 Knoten (Sicherungsboot 27m – Typ Burmester, Burmester Werft)
Die Höchstgeschwindigkeit war von der Wassertiefe abhängig, diese musste dazu mindestens vier Meter betragen.
Die Rümpfe bestanden aus geschweißtem und verzinktem Stahl, die Aufbauten aus vernietetem Aluminiumblech.
Auf den Patrouillenfahrten waren die Besatzungen feldmäßig ausgestattet und mit Karabinern vom Typ M1 bewaffnet.

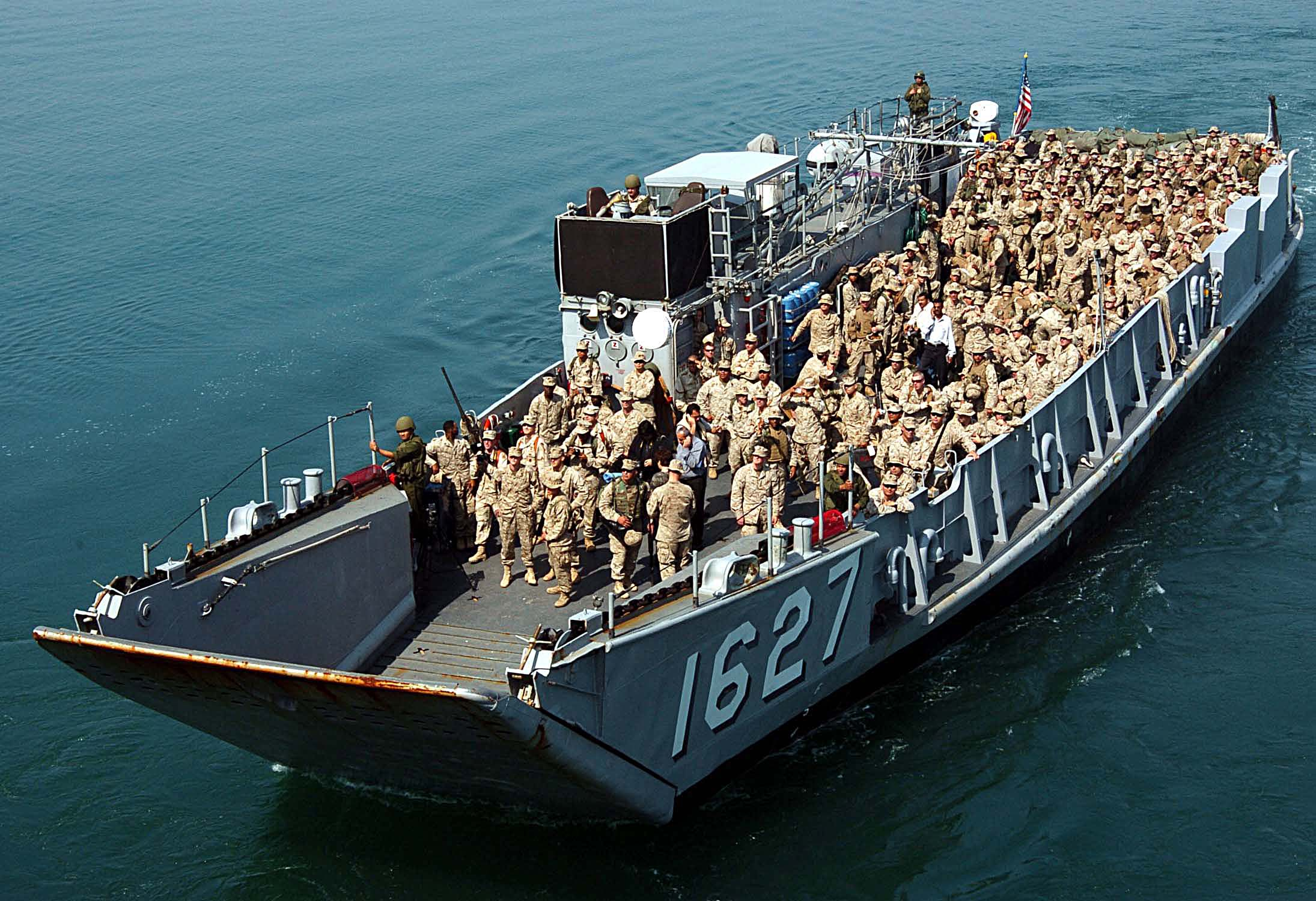
Landing Craft, Utility

Die Landungsboote vom Typ LCU (Landing Craft, Utility) fuhren mit einer gemischten Besatzung aus Deutschen und Amerikanern, wobei die deutschen Besatzungsmitglieder zur Labor Service Organization gehörten. Meistens handelte es sich dabei um ehemalige Marineangehörige. Die kleineren Fähren wurden bald mit einer rein deutschen Besatzung betrieben.

### Verband der Übersetzmittel
- 16 Medium Landing Craft (LCM-RR) aus deutscher Nachkriegsfertigung mit einer Tragkraft von 60 Tonnen[A 2]
- 1 Fliegende Fähre in Schierstein
- 1 Wohnboot in Mannheim
- 2 LCT Landing Craft, Tank
- 4 LCM aus britischer Fertigung
- 14 LCU (Landing craft Utility) aus britischer Fertigung. Tragfähigkeit 250 Tonnen
- 2 LCU Nr. 779 und Nr. 1174[A 3]
- 6 Schlepper
- 1 Siebelfähre[A 4]
- mehrere transportable Fähren „Class 100 heavy raft“[A 5]

### Liegenschaften
- Hafen mit Kaserne in Wiesbaden-Schierstein – später mit Flusspionierkompanie 851  (Koordinate: 50° 2′ 33″ N, 8° 12′ 4″ O)
- Hafen in Mannheim-Sandhofen – später mit Schwimmbrückenkompanie 450 (Koordinate: 49° 32′ 13″ N, 8° 26′ 11″ O)
- Hafen in Karlsruhe – später mit 2./Schwimmbrückenbataillon 850 (Koordinate: 49° 2′ 54″ N, 8° 18′ 39″ O)

## Einsatz
Es war die Aufgabe der Rhine River Patrol, alle auf dem Rhein fahrenden Schiffe zu kontrollieren, was im Jahre 1952 bereits wieder über 8.000 Fahrzeuge betraf. Auch mussten bei Hoch- oder Niedrigwasser die Änderungen in den Fahrrinnen festgestellt und gemeldet werden.
Der notwendige Fährbetrieb brachte in nicht unerheblichem Maße zusätzliche Aufgaben. Während der Manöver von Army und Air Force mussten beträchtliche Mengen an Material übergesetzt werden. Es betraf nicht nur Versorgungsgüter, sondern genauso Planierraupen, Lkw und Brückenbaumaterial. Auch alliierte Truppen wurden befördert, in einem speziellen Fall setzte eine große Anzahl von Fahrzeugen der Französischen Armee über.
Während der Flutkatastrophe von 1953 in den Niederlanden waren zwei „PR“ und zwei „LCU“ zur Hilfeleistung nach Holland abgestellt. Dieser Einsatz dauerte nahezu einen Monat.

## Veränderungen im Unterstellungsverhältnis
Im Jahre 1957 hatte CINCNELM (Commander-in-Chief US Naval Forces Eastern Atlantic and Mediterranean) die Absicht geäußert, das Personal der U.S. Navy vom Rhein abzuziehen, da die Aufgaben der „RRP“ im Rahmen der Gewässerüberquerung immer mehr zu einem festen Bestandteil der Pläne der USAREUR wurde und diese die „RRP“ auf diesem Wege mehr oder weniger zu vereinnahmen begann. Aus diesem Grunde würde die Einheit an die 7th Army (7. Armee) überstellt werden müssen. Die andere Möglichkeit könnte darin bestehen, Aufgaben und Kapazitäten an die neue Bundeswehr zu übergeben. Im August 1957 teilte der Chief of Naval Operations mit, dass CINCNELM das Navy-Personal bis zum 1. Februar 1958 definitiv abziehen würde. Die vorhandenen 21 Patrouillenboote sollten dann aus dem Bestand der Navy gestrichen und der Bundeswehr übergeben werden. Weiterhin war bestimmt worden, dass die gesamte Rhine River Patrol bis zum 30. Juni 1958 aufgelöst werden und das Fährmaterial an USAREUR übergehen sollte, falls das Department of the Army damit einverstanden sei.

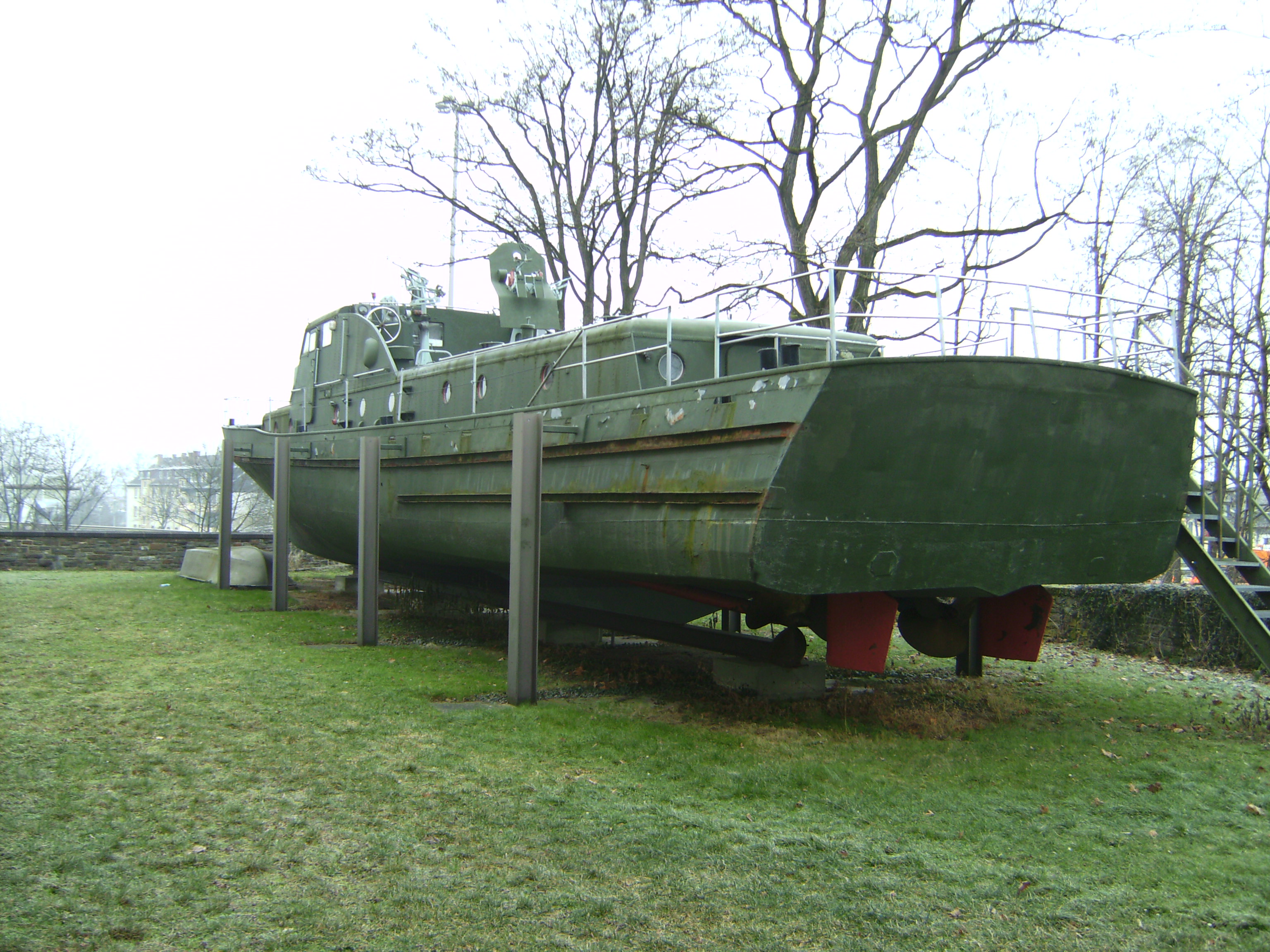
Das letzte Flusspatrouillenboot der Bundeswehr. Bis 2010 bei der Wehrtechnischen Studiensammlung In Koblenz ausgestellt.

Im September 1957 begann USAREUR zunächst Sondierungsgespräche mit dem Bundesministerium der Verteidigung zwecks Übernahme der Aufgabe. Hier hatte man sich schon grundsätzlich dazu bereit erklärt. Der Plan war nun, den Deutschen ab dem 1. Februar 1958 zunächst die Patrouillenfahrten zu überlassen. Der Fährbetrieb sollte am 1. Juli 1958 folgen und die volle Verantwortung für die Übersetzaktivitäten sobald als es der Bundeswehr möglich war – jedoch bis spätestens Ende 1959.
Die Planungen schritten zügig voran und dank der guten Zusammenarbeit zwischen USAREUR, 7th Army (7. US-Armee), CINCNELM, den Verantwortlichen der Rhine River Patrol und den deutschen Behörden, die Vorschläge von USAREUR waren inzwischen vom deutschen Verteidigungsminister genehmigt worden, konnte am 1. Februar, wie geplant, die Verantwortung an die deutsche Flusspionierkompanie 791 übergeben werden – noch unter Aufsicht der Rhine River Patrol, bis diese am 30. Juni abgezogen wurde. Nach weiteren Gesprächen stellte sich jedoch heraus, dass die deutschen Pioniere zunächst noch nicht in der Lage sein würden, den Fährbetrieb im Rahmen dessen durchzuführen, was von USAREUR verlangt wurde. Es folgten dringliche Appelle an das Bundesministerium der Verteidigung, die Angelegenheit so bald als möglich zu regeln und die Kapazitätsverluste zu minimieren.
Gleichzeitig wurde eine Kommandostruktur aufgebaut und von USAREUR und dem Ministerium genehmigt. In Friedenszeiten würde die Flusspionierkompanie 791 zur Territorialverteidigung gehören und dem Wehrbereichskommando IV unterstehen. Dieses sollte mit der US Seventh Army in allen Angelegenheiten (Manöver, Alarmübungen und Kontakte) eng zusammenarbeiten. Im Kriegsfall würde die Flusspionierkompanie 791 mit allem Personal und Gerät unter direktem Kommando der 7th Army stehen. Diese war angewiesen, die entsprechenden Verbindungen zum WBK IV bis zum 30. Juni 1958 einzurichten.
Bis Ende Mai 1958 war die Flusspionierkompanie 791 auf die vorgesehene Mannschaftsstärke gebracht worden, wenn auch der volle Ausbildungsstand bis zum 30. Juni nicht erreicht sein würde. Nichtsdestoweniger wurden an diesem Tag der Kompanie Liegenschaften, Gerät und Aufgaben der vormaligen Rhine River Patrol übertragen.
Die britischen LCM, die beiden LCT und die Schlepper wurden nicht übernommen, sondern an die U.S. Navy zu weiteren Verwendung zurückgegeben. Ebenso erscheint keine Siebelfähre mehr in der Inventarliste. Es besteht die Möglichkeit, dass es sich hierbei um die noch jahrelang im Dienst stehenden Rheinfähren handelt.
Die Rheinpatrouillen wurden von der Bundeswehr eingestellt. Die Patrouillenboote versahen ihren Dienst als Sicherungsboote bei den Flusspionieren. Durch Aufstockung und Umstrukturierung gingen aus der Flusspionierkompanie 791 mehrere Einheiten der Flusspioniere und Schwimmbrückenpioniere hervor.
Bis in die 1980er Jahre wurden von der Bundeswehr Stützpunkte unter anderem mit schwerem Übersetzgerät („Class 100 heavy raft“) am Oberrhein unterhalten (zum Beispiel bei Germersheim). Die Besatzungen bestanden aus uniformierten Zivilangehörigen der Bundeswehr.